# Francia ai XXI Giochi olimpici invernali
La Francia ha partecipato ai XXI Giochi olimpici invernali di Vancouver, che si sono svolti dal 12 al 28 febbraio 2010, con una delegazione di 108 atleti.

## Medaglie

### Medagliere per discipline
| Sport             | Oro | Argento | Bronzo | Totale |
| ----------------- | --- | ------- | ------ | ------ |
| Biathlon          | 1   | 2       | 3      | 6      |
| Combinata nordica | 1   | 0       | 0      | 1      |
| Snowboard         | 0   | 1       | 2      | 3      |
| Freestyle         | 0   | 0       | 1      | 1      |
| Totale            | 2   | 3       | 6      | 11     |

### Medaglie d'oro
| Medaglia | Nome                | Sport             | Evento                |
| -------- | ------------------- | ----------------- | --------------------- |
| Oro      | Vincent Jay         | Biathlon          | 10 km sprint maschile |
| Oro      | Jason Lamy-Chappuis | Combinata nordica | Individuale NH        |

### Medaglie d'argento
| Medaglia | Nome                                                          | Sport     | Evento                           |
| -------- | ------------------------------------------------------------- | --------- | -------------------------------- |
| Argento  | Martin Fourcade                                               | Biathlon  | 15 km partenza in linea maschile |
| Argento  | Marie-Laure Brunet Sylvie Becaert Marie Dorin Sandrine Bailly | Biathlon  | Staffetta 4x6 km femminile       |
| Argento  | Déborah Anthonioz                                             | Snowboard | Snowboard cross femminile        |

### Medaglie di bronzo
| Medaglia | Nome               | Sport     | Evento                        |
| -------- | ------------------ | --------- | ----------------------------- |
| Bronzo   | Marie Dorin        | Biathlon  | 7,5 km sprint femminile       |
| Bronzo   | Vincent Jay        | Biathlon  | 12,5 km inseguimento maschile |
| Bronzo   | Marie-Laure Brunet | Biathlon  | 10 km inseguimento femminile  |
| Bronzo   | Marion Josseran    | Freestyle | Ski cross femminile           |
| Bronzo   | Mathieu Bozzetto   | Snowboard | Gigante parallelo maschile    |
| Bronzo   | Tony Ramoin        | Snowboard | Snowboard cross maschile      |

## Biathlon
| Gara                    | Atleta                                                      | Penalità    | Tempo d'arrivo | Posizione |
| ----------------------- | ----------------------------------------------------------- | ----------- | -------------- | --------- |
| 10 km sprint            | Vincent Defrasne                                            | 3 (2+1)     | 27'14"6        | 53        |
| 10 km sprint            | Martin Fourcade                                             | 3 (3+0)     | 26'25"6        | 35        |
| 10 km sprint            | Simon Fourcade                                              | 4 (1+3)     | 27'53"0        | 71        |
| 10 km sprint            | Vincent Jay                                                 | 0 (0+0)     | 24'07"8        |           |
| 12,5 km inseguimento    | Vincent Defrasne                                            | 0 (0+0+0+0) | 35'35"6        | 22        |
| 12,5 km inseguimento    | Martin Fourcade                                             | 5 (1+0+2+2) | 36:'8"4        | 34        |
| 12,5 km inseguimento    | Vincent Jay                                                 | 2 (0+0+1+1) | 34'06"6        |           |
| 15 km partenza in linea | Martin Fourcade                                             | 3 (2+0+0+1) | 35'46"2        |           |
| 15 km partenza in linea | Simon Fourcade                                              | 1 (0+1+0+0) | 36'28"1        | 14        |
| 15 km partenza in linea | Vincent Jay                                                 | 1 (0+0+0+1) | 36'10"3        | 8         |
| 20 km individuale       | Vincent Defrasne                                            | 3 (0+1+2+0) | 52'14"9        | 26        |
| 20 km individuale       | Martin Fourcade                                             | 3 (1+0+2+0) | 50'55"4        | 14        |
| 20 km individuale       | Simon Fourcade                                              | 4 (3+0+0+1) | 53'06"2        | 40        |
| 20 km individuale       | Vincent Jay                                                 | 4 (1+1+0+2) | 54'37"5        | 60        |
| Staffetta 4x7,5 km      | Vincent Jay Vincent Defrasne Simon Fourcade Martin Fourcade | 0+3 1+6     | 1h 23'16"2     | 6         |

| Gara                      | Atleta                                                        | Penalità    | Tempo d'arrivo | Posizione |
| ------------------------- | ------------------------------------------------------------- | ----------- | -------------- | --------- |
| 7,5 km sprint             | Sandrine Bailly                                               | 2 (1+1)     | 20'45"3        | 15        |
| 7,5 km sprint             | Sylvie Becaert                                                | 2 (1+1)     | 21'21"6        | 29        |
| 7,5 km sprint             | Caroline Brunet                                               | 0 (0+0)     | 20'23"3        | 6         |
| 7,5 km sprint             | Marie Dorin                                                   | 0 (0+0)     | 20'06"5        |           |
| 10 km inseguimento        | Sandrine Bailly                                               | 1 (1+0+1+3) | 33'15"0        | 27        |
| 10 km inseguimento        | Sylvie Becaert                                                | 3 (1+0+2+0) | 33'34"8        | 29        |
| 10 km inseguimento        | Caroline Brunet                                               | 0 (0+0+0+0) | 30'44"3        |           |
| 10 km inseguimento        | Marie Dorin                                                   | 2 (0+1+0+1) | 32'03"2        | 17        |
| 12,5 km partenza in linea | Sandrine Bailly                                               | 2 (0+0+2+0) | 36'02"0        | 7         |
| 12,5 km partenza in linea | Caroline Brunet                                               | 3 (0+0+1+2) | 36'39"5        | 15        |
| 12,5 km partenza in linea | Marie Dorin                                                   | 1 (1+0+0+0) | 36'40"9        | 16        |
| 15 km individuale         | Sandrine Bailly                                               | 5 (1+0+3+1) | 46'28"8        | 52        |
| 15 km individuale         | Sylvie Becaert                                                | 3 (1+1+1+0) | 44'13"2        | 30        |
| 15 km individuale         | Caroline Brunet                                               | 2 (0+1+0+1) | 42'44"4        | 12        |
| 15 km individuale         | Marie Dorin                                                   | 4 (2+1+0+1) | 46'17"7        | 51        |
| Staffetta 4x6 km          | Marie-Laure Brunet Sylvie Becaert Marie Dorin Sandrine Bailly | 2+4 0+4     | 1h 10'09"1     |           |

## Combinata nordica
| Gara           | Atleta                                                               | Salto  | Salto | Salto | Fondo   | Fondo            | Posizione |
| Gara           | Atleta                                                               | Lungh. | Punti | Pos.  | Tempo   | Tempo + distacco | Posizione |
| -------------- | -------------------------------------------------------------------- | ------ | ----- | ----- | ------- | ---------------- | --------- |
| NH + 10 km     | François Braud                                                       | 99,5   | 122,0 | 8     | 26'58"3 | 27'52"3          | 34        |
| NH + 10 km     | Jonathan Félisaz                                                     | 95,5   | 112,0 | 30    | 26'03"7 | 27'37"7          | 30        |
| NH + 10 km     | Sébastien Lacroix                                                    | 96,0   | 113,0 | 29    | 25'26"3 | 26'56"3          | 19        |
| NH + 10 km     | Jason Lamy-Chappuis                                                  | 100,0  | 124,0 | 5     | 25'01"1 | 25'47"1          |           |
| LH + 10 km     | François Braud                                                       | 127,5  | 116,3 | 5     | 26'16"6 | 26'59"6          | 14        |
| LH + 10 km     | Sébastien Lacroix                                                    | 118,5  | 101,2 | 21    | 26'02"2 | 26'45"2          | 20        |
| LH + 10 km     | Maxime Laheurte                                                      | 106,0  | 80,0  | 39    | 26'24"2 | 29'32"2          | 38        |
| LH + 10 km     | Jason Lamy-Chappuis                                                  | 113,0  | 91,5  | 29    | 25'22"6 | 27'44"6          | 19        |
| Gara a squadre | Maxime Laheurte François Braud Sébastien Lacroix Jason Lamy-Chappuis | -      | 474,7 | 5     | 49'28"4 | 50'11"4          | 4         |

## Curling

### Torneo maschile
La squadra è stata composta da:
- Thomas Dufour (skip)
- Tony Angiboust (third)
- Jan Ducroz (second)
- Richard Ducroz (lead)
- Raphael Mathieu (alternate)

#### Prima fase
| Sessione | Squadre     | Finale | 1 | 2 | 3 | 4 | 5 | 6 | 7 | 8 | 9 | 10 | 11 |
| -------- | ----------- | ------ | - | - | - | - | - | - | - | - | - | -- | -- |
| 2        | Cina        | 5      | 0 | 0 | 0 | 1 | 0 | 0 | 3 | 0 | 1 | 0  |    |
| 2        | Francia     | 6      | 1 | 0 | 0 | 0 | 1 | 2 | 0 | 0 | 0 | 2  |    |
| 3        | Regno Unito | 9      | 1 | 2 | 1 | 0 | 2 | 0 | 0 | 1 | 2 | X  |    |
| 3        | Francia     | 4      | 0 | 0 | 0 | 2 | 0 | 1 | 1 | 0 | 0 | X  |    |
| 5        | Francia     | 5      | 0 | 0 | 2 | 0 | 1 | 1 | 1 | 0 | X | X  |    |
| 5        | Canada      | 12     | 1 | 3 | 0 | 5 | 0 | 0 | 0 | 3 | X | X  |    |
| 6        | Francia     | 3      | 0 | 0 | 0 | 1 | 0 | 0 | 2 | 0 | 0 | 0  |    |
| 6        | Stati Uniti | 4      | 0 | 0 | 0 | 0 | 1 | 0 | 0 | 0 | 2 | 1  |    |
| 7        | Francia     | 4      | 0 | 0 | 3 | 1 | 0 | 0 | 0 | 0 | X | X  |    |
| 7        | Germania    | 9      | 2 | 0 | 0 | 0 | 2 | 1 | 2 | 2 | X | X  |    |
| 8        | Svezia      | 4      | 1 | 0 | 2 | 0 | 0 | 0 | 1 | 0 | 0 | 0  |    |
| 8        | Francia     | 5      | 0 | 2 | 0 | 0 | 0 | 0 | 0 | 0 | 2 | 1  |    |
| 10       | Francia     | 2      | 0 | 0 | 0 | 1 | 0 | 1 | 0 | 0 | X | X  |    |
| 10       | Norvegia    | 9      | 1 | 1 | 1 | 0 | 1 | 0 | 3 | 2 | X | X  |    |
| 11       | Francia     | 6      | 1 | 1 | 0 | 2 | 0 | 0 | 0 | 0 | 1 | 0  | 1  |
| 11       | Danimarca   | 5      | 0 | 0 | 1 | 0 | 3 | 0 | 0 | 0 | 0 | 1  | 0  |
| 12       | Svizzera    | 6      | 2 | 0 | 0 | 0 | 0 | 2 | 1 | 1 | 0 | X  |    |
| 12       | Francia     | 2      | 0 | 0 | 0 | 1 | 0 | 0 | 0 | 0 | 1 | X  |    |

Classifica
| Squadre     | G | V | P | PF | PS |
| ----------- | - | - | - | -- | -- |
| Canada      | 9 | 9 | 0 | 75 | 37 |
| Norvegia    | 9 | 7 | 2 | 64 | 43 |
| Svizzera    | 9 | 6 | 3 | 53 | 44 |
| Svezia      | 9 | 5 | 4 | 50 | 52 |
| Regno Unito | 9 | 5 | 4 | 57 | 44 |
| Germania    | 9 | 4 | 5 | 48 | 60 |
| Francia     | 9 | 3 | 6 | 37 | 63 |
| Cina        | 9 | 2 | 7 | 52 | 60 |
| Danimarca   | 9 | 2 | 7 | 45 | 63 |
| Stati Uniti | 9 | 2 | 7 | 43 | 59 |

## Freestyle
| Gara           | Atleta         | Qualificazioni | Qualificazioni | Qualificazioni | Qualificazioni | Qualificazioni | Finale | Finale | Finale | Finale | Finale    |
| Gara           | Atleta         | Curve          | Salti          | Tempo          | Totale         | Posizione      | Curve  | Salti  | Tempo  | Totale | Posizione |
| -------------- | -------------- | -------------- | -------------- | -------------- | -------------- | -------------- | ------ | ------ | ------ | ------ | --------- |
| Gobbe maschile | Anthony Benna  | DNS            | DNS            | DNS            | DNS            | -              |        |        |        |        |           |
| Gobbe maschile | Arnaud Burille | 11,8           | 4,19           | 6,59           | 22,58          | 22             |        |        |        |        |           |
| Gobbe maschile | Guilbaut Colas | 13,7           | 5,11           | 7,12           | 25,93          | 1              | 13,9   | 4,51   | 7,33   | 25,74  | 6         |
| Gobbe maschile | Pierre Ochs    | 11,9           | 4,40           | 6,89           | 23,19          | 17             | 12,9   | 4,35   | 6,37   | 23,62  | 12        |

| Gara                | Atleta           | Qualificazioni | Qualificazioni | Ottavi | Quarti | Semifinali | Finale |
| ------------------- | ---------------- | -------------- | -------------- | ------ | ------ | ---------- | ------ |
| Ski cross maschile  | Enak Gavaggio    | 1'13"90        | 13             | 1      | 1      | 4          | 5      |
| Ski cross maschile  | Xavier Kuhn      | 1'12"91        | 3              | 4      |        |            |        |
| Ski cross maschile  | Sylvain Miailler | 1'13"91        | 14             | 1      | 3      |            |        |
| Ski cross maschile  | Ted Piccard      | 1'14"10        | 16             | 4      |        |            |        |
| Ski cross femminile | Ophélie David    | 1'18"14        | 6              | 1      | 4      |            |        |
| Ski cross femminile | Chloé Georges    | 1'22"03        | 28             | 4      |        |            |        |
| Ski cross femminile | Marion Josseran  | 1'19"42        | 13             | 2      | 2      | 2          |        |

## Pattinaggio di figura
| Gara                 | Atleta                                | Obbligatorio | Obbligatorio | Breve/Originale | Breve/Originale | Libero | Libero | Totale | Totale |
| Gara                 | Atleta                                | Punti        | Pos.         | Punti           | Pos.            | Punti  | Pos.   | Punti  | Pos.   |
| -------------------- | ------------------------------------- | ------------ | ------------ | --------------- | --------------- | ------ | ------ | ------ | ------ |
| Individuale maschile | Florent Amodio                        |              |              | 75,35           | 11              | 134,95 | 15     | 210,30 | 12     |
| Individuale maschile | Brian Joubert                         |              |              | 68,00           | 18              | 132,22 | 16     | 200,22 | 16     |
| Gara a coppie        | Vanessa James Yannick Bonheur         |              |              | 51,16           | 15              | 93,94  | 14     | 145,10 | 14     |
| Danza su ghiaccio    | Isabelle Delobel Olivier Schoenfelder | 37,99        | 6            | 58,68           | 7               | 97,06  | 6      | 193,73 | 6      |
| Danza su ghiaccio    | Nathalie Pechalat Fabian Bourzat      | 36,13        | 9            | 59,99           | 6               | 94,37  | 7      | 190,49 | 7      |

## Pattinaggio di velocità
| Gara    | Atleta        | Tempo    | Posizione |
| ------- | ------------- | -------- | --------- |
| 1500 m  | Pascal Briand | 1'50"7   | 33        |
| 5000 m  | Alexis Contin | 6'19"58  | 6         |
| 10000 m | Alexis Contin | 13'12"11 | 4         |

## Salto con gli sci
| Gara               | Atleta                                                                     | Qualificazioni | Qualificazioni | Qualificazioni | Finale          | Finale         | Finale          | Finale         | Finale       | Posizione |
| Gara               | Atleta                                                                     | Lunghezza      | Punti          | Pos.           | Lungh. 1° salto | Punti 1° salto | Lungh. 2° salto | Punti 2° salto | Punti totali | Posizione |
| ------------------ | -------------------------------------------------------------------------- | -------------- | -------------- | -------------- | --------------- | -------------- | --------------- | -------------- | ------------ | --------- |
| Trampolino normale | Emmanuel Chedal                                                            | 102,0          | 127,0          | 13             | 99,0            | 120,0          | 96,5            | 114,5          | 234,5        | 24        |
| Trampolino normale | Vincent Descombes Sevoie                                                   | 100,5          | 123,5          | 18             | 96,0            | 113,5          | 97,0            | 116,5          | 230,0        | 28        |
| Trampolino normale | David Lazzaroni                                                            | 97,5           | 117,5          | 25             | 90,5            | 101,0          |                 |                | 101,0        | 47        |
| Trampolino normale | Alexandre Mabboux                                                          | 89,0           | 97,5           | 50             |                 |                |                 |                |              |           |
| Trampolino lungo   | Emmanuel Chedal                                                            | 137,0          | 135,1          | 10             | 118,5           | 99,8           | 131,5           | 125,7          | 225,5        | 13        |
| Trampolino lungo   | Vincent Descombes Sevoie                                                   | 128,0          | 117,9          | 26             | 120,0           | 101,0          | 124,5           | 110,6          | 211,6        | 21        |
| Trampolino lungo   | David Lazzaroni                                                            | 122,5          | 105,0          | 35             | 112,0           | 85,6           |                 |                | 85,6         | 34        |
| Trampolino lungo   | Alexandre Mabboux                                                          | 107,0          | 76,1           | 48             |                 |                |                 |                |              |           |
| Gara a squadre     | Vincent Descombes Sevoie David Lazzaroni Alexandre Mabboux Emmanuel Chedal |                |                |                | -               | 419,8          |                 |                | 419,8        | 9         |

## Sci alpino
| Gara           | Atleta                   | 1° manche  | 2° manche   | Tempo totale | Posizione  |
| -------------- | ------------------------ | ---------- | ----------- | ------------ | ---------- |
| Slalom         | Thomas Mermillod Blondin | 49"90      | 52"58       | 1'42"48      | 21         |
| Slalom         | Julien Lizeroux          | 48"82      | 51"90       | 1'40"72      | 9          |
| Slalom         | Steve Missillier         | 49"49      | non finito  |              |            |
| Slalom         | Maxime Tissot            | 49"52      | 52"02       | 1'41"54      | 16         |
| Gigante        | Thomas Mermillod Blondin | non finito |             |              |            |
| Gigante        | Steve Missillier         | 1'18"20    | 1'21"23     | 2'39"43      | 13         |
| Gigante        | Cyprien Richard          | 1'17"86    | non finito  |              |            |
| Gigante        | Gauthier de Tessières    | 1'19"50    | non partito |              |            |
| Super-g        | Guillermo Fayed          | 1'32"03    | 1'32"03     | 1'32"03      | 22         |
| Super-g        | David Poisson            | non finito | non finito  | non finito   | non finito |
| Super-g        | Gauthier de Tessières    | 1'33"17    | 1'33"17     | 1'33"17      | 31         |
| Super-g        | Adrien Théaux            | 1'31"24    | 1'31"24     | 1'31"24      | 13         |
| Discesa        | Johan Clarey             | 1'56"29    | 1'56"29     | 1'56"29      | 27         |
| Discesa        | Guillermo Fayed          | 1'56"20    | 1'56"20     | 1'56"20      | 26         |
| Discesa        | David Poisson            | 1'54"82    | 1'54"82     | 1'54"82      | 7          |
| Discesa        | Adrien Théaux            | 1'55"40    | 1'55"40     | 1'55"40      | 16         |
| Supercombinata | Thomas Mermillod Blondin | 1'56"50    | 52"12       | 2'48"62      | 19         |
| Supercombinata | Johan Clarey             | non finito |             |              |            |
| Supercombinata | Julien Lizeroux          | 1'57"18    | 51"18       | 2'48"36      | 18         |
| Supercombinata | Adrien Théaux            | 1'55"05    | 52"92       | 2'47"97      | 12         |

| Gara           | Atleta                | 1° manche  | 2° manche  | Tempo totale | Posizione  |
| -------------- | --------------------- | ---------- | ---------- | ------------ | ---------- |
| Slalom         | Sandrine Aubert       | 51"68      | 52"78      | 1'44"46      | 5          |
| Slalom         | Anne-Sophie Barthet   | 53"82      | 54"01      | 1'47"83      | 26         |
| Slalom         | Claire Dautherives    | non finito |            |              |            |
| Slalom         | Nastasia Noens        | 54"49      | 54"08      | 1'48"57      | 29         |
| Gigante        | Taïna Barioz          | 1'15"1     | 1'12"65    | 2'27"79      | 9          |
| Gigante        | Olivia Bertrand       | 1'16"32    | 1'11"81    | 2'28"13      | 12         |
| Gigante        | Anémone Marmottan     | 1'16"55    | 1'11"45    | 2'28"00      | 11         |
| Gigante        | Tessa Worley          | 1'15"80    | 1'12"74    | 2'28"54      | 16         |
| Super-g        | Marie Marchand-Arvier | non finito | non finito | non finito   | non finito |
| Super-g        | Ingrid Jacquemod      | 1'21"77    | 1'21"77    | 1'21"77      | 10         |
| Super-g        | Aurélie Revillet      | 1'24"08    | 1'24"08    | 1'24"08      | 22         |
| Discesa        | Marie Marchand-Arvier | 1'46"22    | 1'46"22    | 1'46"22      | 7          |
| Discesa        | Ingrid Jacquemod      | 1'48"85    | 1'48"85    | 1'48"85      | 23         |
| Discesa        | Aurélie Revillet      | 1'47"92    | 1'47"92    | 1'47"92      | 17         |
| Discesa        | Marion Rolland        | non finito | non finito | non finito   | non finito |
| Supercombinata | Marie Marchand-Arvier | 1'25"41    | 46"41      | 2'11"82      | 10         |
| Supercombinata | Sandrine Aubert       | 1'29"50    | 44"46      | 2'13"96      | 20         |

## Sci di fondo
| Gara                        | Atleta                                                               | Tempo d'arrivo | Posizione |
| --------------------------- | -------------------------------------------------------------------- | -------------- | --------- |
| 15 km a tecnica libera      | Jean-Marc Gaillard                                                   | 35'20"5        | 32        |
| 15 km a tecnica libera      | Emmanuel Jonnier                                                     | 34'55"1        | 20        |
| 15 km a tecnica libera      | Maurice Manificat                                                    | 34'27"4        | 6         |
| 15 km a tecnica libera      | Vincent Vittoz                                                       | 34'16"2        | 5         |
| 30 km inseguimento          | Robin Duvillard                                                      | 1h 23'57"6     | 50        |
| 30 km inseguimento          | Jean-Marc Gaillard                                                   | 1h 19'48"1     | 30        |
| 30 km inseguimento          | Maurice Manificat                                                    | 1h 17'58"2     | 26        |
| 30 km inseguimento          | Vincent Vittoz                                                       | 1h 16'23"4     | 15        |
| 50 km con partenza in linea | Jean-Marc Gaillard                                                   | 2h 06'38"0     | 19        |
| 50 km con partenza in linea | Cyril Miranda                                                        | 2h 11'56"9     | 38        |
| 50 km con partenza in linea | Vincent Vittoz                                                       | 2h 05'49"6     | 13        |
| Staffetta 4x10 km           | Jean-Marc Gaillard Vincent Vittoz Maurice Manificat Emmanuel Jonnier | 1h 45'26"3     | 4         |

| Gara              | Atleta                       | Qualificazioni | Qualificazioni | Quarti di finale | Quarti di finale | Semifinali | Semifinali | Finale  | Finale    |
| Gara              | Atleta                       | Tempo          | Pos.           | Tempo            | Pos.             | Tempo      | Pos.       | Tempo   | Posizione |
| ----------------- | ---------------------------- | -------------- | -------------- | ---------------- | ---------------- | ---------- | ---------- | ------- | --------- |
| Individuale       | Roddy Darragon               | 3'41"88        | 31             |                  |                  |            |            |         |           |
| Individuale       | Cyril Miranda                | 3'38"83        | 17             | 3'37"3           | 3                |            |            |         |           |
| Sprint di squadra | Vincent Vittoz Cyril Miranda |                |                |                  |                  | 18'43"8    | 2          | 19'18"7 | 7         |

| Gara                        | Atleta                                                             | Tempo d'arrivo | Posizione  |
| --------------------------- | ------------------------------------------------------------------ | -------------- | ---------- |
| 10 km a tecnica libera      | Laure Barthélémy                                                   | 28'43"9        | 62         |
| 10 km a tecnica libera      | Celia Bourgeois                                                    | 27'31"4        | 48         |
| 10 km a tecnica libera      | Aurore Jéan                                                        | 27'30"2        | 47         |
| 10 km a tecnica libera      | Karine Laurent Philippot                                           | 26'27"9        | 26         |
| 15 km inseguimento          | Aurore Jéan                                                        | 42'51"7        | 32         |
| 15 km inseguimento          | Karine Laurent Philippot                                           | 42'21"2        | 19         |
| 15 km inseguimento          | Cecile Storti                                                      | 44'24"3        | 45         |
| 15 km inseguimento          | Emilie Vina                                                        | 44'45"0        | 44         |
| 30 km con partenza in linea | Aurore Jéan                                                        | 1h 33'58"3     | 15         |
| 30 km con partenza in linea | Karine Laurent Philippot                                           | 1h 33'11"4     | 10         |
| 30 km con partenza in linea | Cecile Storti                                                      | non finito     | non finito |
| Staffetta 4x5 km            | Aurore Jéan Karine Laurent Philippot Celia Bourgeois Cecile Storti | 56'30"6        | 7          |

| Gara              | Atleta                                   | Qualificazioni | Qualificazioni | Quarti di finale | Quarti di finale | Semifinali | Semifinali | Finale  | Finale    |
| Gara              | Atleta                                   | Tempo          | Pos.           | Tempo            | Pos.             | Tempo      | Pos.       | Tempo   | Posizione |
| ----------------- | ---------------------------------------- | -------------- | -------------- | ---------------- | ---------------- | ---------- | ---------- | ------- | --------- |
| Individuale       | Aurore Jéan                              | 3'48"52        | 23             | 3'48"7           | 5                |            |            |         |           |
| Sprint di squadra | Karin Laurent Philippot Laure Barthélémy |                |                |                  |                  | 18'42"2    | 1          | 19'04"2 | 10        |

## Short track
| Gara   | Atleta            | Batterie | Batterie | Quarti di finale | Quarti di finale | Semifinali | Semifinali | Finale | Finale |
| Gara   | Atleta            | Tempo    | Pos.     | Tempo            | Pos.             | Tempo      | Pos.       | Tempo  | Pos.   |
| ------ | ----------------- | -------- | -------- | ---------------- | ---------------- | ---------- | ---------- | ------ | ------ |
| 500 m  | Stéphanie Bouvier | 44"376   | 3        |                  |                  |            |            |        |        |
| 500 m  | Véronique Pierron | 45"218   | 2        | 1'10"899         | 4                |            |            |        |        |
| 1000 m | Stéphanie Bouvier | 1'36"199 | 2        | 1'30"420         | 4                |            |            |        |        |
| 1500 m | Stéphanie Bouvier |          |          | 2'24"966         | 4                |            |            |        |        |

| Gara             | Atleta                                                                               | Batterie | Batterie | Quarti di finale | Quarti di finale | Semifinali | Semifinali | Finale   | Finale |
| Gara             | Atleta                                                                               | Tempo    | Pos.     | Tempo            | Pos.             | Tempo      | Pos.       | Tempo    | Pos.   |
| ---------------- | ------------------------------------------------------------------------------------ | -------- | -------- | ---------------- | ---------------- | ---------- | ---------- | -------- | ------ |
| 500 m            | Thibaut Fauconnet                                                                    | 41"730   | 1        | 51"339           | 4                |            |            |          |        |
| 1000 m           | Maxime Châtaignier                                                                   |          |          | squalificato     | squalificato     |            |            |          |        |
| 1000 m           | Thibaut Fauconnet                                                                    | 1'27"080 | 2        | 1'26"213         | 4                |            |            |          |        |
| 1500 m           | Maxime Châtaignier                                                                   |          |          | squalificato     | squalificato     |            |            |          |        |
| 1500 m           | Benjamin Mace                                                                        |          |          | 2'12"875         | 4                |            |            |          |        |
| 1500 m           | Jean Charles Mattei                                                                  |          |          | 2'33"989         | 5                | 2'36"291   | 7          |          |        |
| 5000 m staffetta | Maxime Châtaignier Thibaut Fauconnet Benjamin Mace Jeremy Masson Jean Charles Mattei |          |          |                  |                  | 6'51"071   | 3          | 6'51"566 | 5      |

## Skeleton
| Gara             | Atleta               | Manche 1 | Manche 2 | Manche 3 | Manche 4 | Totale  | Posizione |
| ---------------- | -------------------- | -------- | -------- | -------- | -------- | ------- | --------- |
| Singolo maschile | Gregory Saint Genies | 53"40    | 53"16    | 53"32    | 53"43    | 3'33"11 | 15        |

## Slittino
| Gara             | Atleta       | Manche 1 | Manche 2 | Manche 3 | Manche 4 | Totale   | Posizione |
| ---------------- | ------------ | -------- | -------- | -------- | -------- | -------- | --------- |
| Singolo maschile | Thomas Girod | 49"077   | 49"192   | 49"294   | 49"157   | 3'16"850 | 22        |

## Snowboard
| Gara               | Atleta           | Qualificazioni | Qualificazioni | Semifinali | Semifinali | Finale    | Finale    |
| Gara               | Atleta           | Punteggio      | Pos.           | Punteggio  | Pos.       | Punteggio | Posizione |
| ------------------ | ---------------- | -------------- | -------------- | ---------- | ---------- | --------- | --------- |
| Halfpipe maschile  | Mathieu Crépel   | 32,6           | 6              | 37,2       | 4          | 25,9      | 10        |
| Halfpipe maschile  | Arthur Longo     | 34,5           | 10             |            |            |           |           |
| Halfpipe maschile  | Aluan Ricciardi  | 37,9           | 4              | 33,2       | 9          |           |           |
| Halfpipe maschile  | Gary Zebrowski   | 31,6           | 8              | 36,1       | 7          |           |           |
| Halfpipe femminile | Sophie Rodriguez | 34,5           | 11             | 36,9       | 5          | 34,4      | 5         |
| Halfpipe femminile | Mirabelle Thovex | 24,0           | 20             |            |            |           |           |

| Gara                        | Atleta                | Qualificazioni | Qualificazioni | Ottavi           | Ottavi | Quarti      | Quarti | Semifinale  | Semifinale | Finale      | Finale |
| --------------------------- | --------------------- | -------------- | -------------- | ---------------- | ------ | ----------- | ------ | ----------- | ---------- | ----------- | ------ |
| Gigante parallelo maschile  | Mathieu Bozzetto      | 1'17"95        | 9              | M. Bozzetto      |        | M. Bozzetto |        | M. Bozzetto | +3"70      | M. Bozzetto | [ 5 ]  |
| Gigante parallelo maschile  | Mathieu Bozzetto      | 1'17"95        | 9              | D. Biveson       | +0"36  | C. Klug     | DNF    | B. Karl     |            | S. Detkov   | DSQ    |
| Gigante parallelo maschile  | Sylvain Dufour        | 1'16"79        | 2              | S. Dufour        | +1"65  |             |        |             |            |             |        |
| Gigante parallelo maschile  | Sylvain Dufour        | 1'16"79        | 2              | R. Flander       |        |             |        |             |            |             |        |
| Gigante parallelo femminile | Camille De Faucompret | 1'23"73        | 6              | C. De Faucompret | +4"88  |             |        |             |            |             |        |
| Gigante parallelo femminile | Camille De Faucompret | 1'23"73        | 6              | I. Meschik       |        |             |        |             |            |             |        |
| Gigante parallelo femminile | Nathalie Desmares     | 1'25"71        | 18             |                  |        |             |        |             |            |             |        |

| Gara                      | Atleta               | Qualificazioni | Qualificazioni | Ottavi | Quarti | Semifinali | Finale |
| ------------------------- | -------------------- | -------------- | -------------- | ------ | ------ | ---------- | ------ |
| Snowboard cross maschile  | Paul-Henri de La Rue | 1'23"57        | 23             | 3      |        |            |        |
| Snowboard cross maschile  | Xavier de La Rue     | 1'21"33        | 4              | 4      |        |            |        |
| Snowboard cross maschile  | Tony Ramoin          | 1'22"34        | 14             | 2      | 2      | 2          |        |
| Snowboard cross maschile  | Pierre Vaultier      | 1'21"63        | 6              | 1      | 3      |            |        |
| Snowboard cross femminile | Nelly Moenne-Loccoz  | 1'27"31        | 6              |        | 2      | 3          | 6      |
| Snowboard cross femminile | Déborah Anthonioz    | 1'27"49        | 7              |        | 2      | 2          |        |
| Snowboard cross femminile | Claire Chapotot      | 1'30"89        | 13             |        | 4      |            |        |